# Santiago Benítez
Santiago Benítez (1903–1997) war ein paraguayischer Fußballspieler. Der Mittelfeldspieler gehörte zum Kader der paraguayischen Nationalmannschaft bei der Fußball-Weltmeisterschaft 1930 in Uruguay.

## Karriere

### Verein
Santiago Benítez spielte auf Vereinsebene mindestens von 1927 bis 1930 für den Club Olimpia, einen der erfolgreichsten Fußballvereine Paraguays. Genauere Informationen über seine Klubkarriere sind nicht dokumentiert.

### Nationalmannschaft
Benítez nahm mit der paraguayischen Nationalmannschaft an der Fußball-Weltmeisterschaft 1930 teil. Nach der Auftaktniederlage gegen die USA, bei der Benítez nicht zum Einsatz kam, gewann Paraguay das zweite Spiel mit Benítez mit 1:0 gegen Belgien. Es war zugleich sein einziges dokumentiertes Länderspiel für Paraguay.

## Erfolge
- Paraguayischer Meister: 1927, 1928, 1929